# Vanishing Point (Mudhoney)
Vanishing Point è il nono album in studio della band di Seattle, con sede a Washington, Mudhoney. È stato pubblicato il 2 aprile 2013. Questa è la loro sesta pubblicazione in studio su Sub Pop
.

## Tracce
Testi e musiche di Mudhoney.
1. I'm Now – 2:40
2. Inside Out Over You – 2:40
3. The Lucky Ones – 3:25
4. Next Time – 4:52
5. And the Shimmering Light – 3:01
6. The Open Mind – 3:05
7. What's This Thing? – 2:26
8. Running Out – 2:54
9. Tales of Terror – 3:28
10. We Are Rising – 3:17
11. New Meaning – 4:30